# Ржевка (аеропорт)
Аеропорт Ржевка — аеропорт місцевих повітряних ліній Санкт-Петербурга, бездіяльний у даний час. До 1976 року називався «Смольне».
Розташовується в селищі Ковальово Всеволожського району Ленінградської області, в 16 км на північний схід від центру Санкт-Петербурга.
Аеродром 4 класу «Ржевка» приймав літаки Ан-2, Ан-24, Ан-26, Ан-28, Ан-30, Ан-32, L-410 і вертольоти Мі-2, Мі-8, Ка-26 і Ка -32.
Аеропорт був призначений для пасажирських (в Петрозаводськ, Сортавалу і інші міста), вантажних і ділових перевезень, парашутних стрибків (Балтійський аероклуб), пошуково-рятувальних робіт, навчально-тренувальної, аматорської, аерофотознімальних і санітарної авіації.

## Історія
Був побудований в 1941 році, як військовий аеродром, на якому базувалися радянські винищувачі. У ті роки він мав назву «Смольне» (за назвою довколишнього села Смольна, приєднаної пізніше до селища Ковальово) і відігравав важливу роль в обороні Ленінграда.
Під час блокади Ленінграда за допомогою авіабази «Смольне» був налагоджений повітряний міст, що зв'язує Ленінград з Великою землею: по ньому в місто було доставлено понад 5000 т продовольства, 138 т пошти, десятки тонн медикаментів. Зворотними рейсами вивезли понад 50 тисяч жителів цього міста - дітей, поранених, висококваліфікованих робітників, провели операцію з евакуації Кіровського заводу.
У 1950-ті - 1970-ті роки аеропорт широко використовувався для пасажирських і вантажних перевезень.
У 1976 році аеропорт «Смольне» отримав нову назву «Ржевка».
У 1978 році введено в дію новий аеровокзал з пропускною спроможністю 250 пасажирів на годину.
У 1980 році регулярні пасажирські перевезення в аеропорту були припинені. Дальні рейси переведені в Пулково. Щоденні численні рейси малої авіації по Ленінградській області — ліквідовані.
З середини 1980-х років «Ржевка» почала спеціалізуватися на авіаційних роботах (авіаційно-хімічних, аерофотознімальних і наукових польотах). На аеродромі проводилося навчання льотного складу як від аероклубів, так і від Академії цивільної авіації; були випущені сотні льотчиків. Тут розташовувалася Регіональна пошуково-рятувальна база, рятувальниками якої зі льодів Ладозького озера були врятовані тисячі чоловік. Проводилось патрулювання газо- і нафтопроводи, велося аерофотознімання і лісоавіаційні роботи.
У 1990-ті роки в аеропорту виконувалося регулярне регіональне пасажирське сполучення, в тому числі рейс авіакомпанії « Белавіа » Мінськ - Санкт-Петербург - Петрозаводськ. Залишаючись об'єднаним авіазагоном (2-й ЛОАО ЛУГА), Ржевка мала два власних Ан-26, на яких виконувалися чартерні вантажні перевезення.
У 2000-і роки Ржевка була центром ділової авіації на Північно-Заході, на аеродромі базувалися аероклуби «Невський» та «Балтійський», авіакомпанії «Баркол», «Роснефтьбалтіка» і «Корпоративні вертольоти Північно-Заходу».

### Сучасність
З розпадом СРСР аеропорт був приватизований і практично припинив свою роботу. У 2003 році ФГУП «Ржевка» збанкрутіло, майно підприємства придбали структури ЗАТ «Петербурзька паливна компанія». Спочатку оголошувалося, що ЗАТ « Петербурзька паливна компанія » інвестує 100 млн доларів в створення аеропорту бізнес-класу. Була також інформація, що район аеропорту може бути використаний під забудову житлового комплексу.
У 2006 році власником прийнято остаточне рішення про закриття аеропорту. Після цього аеродром використовувався в якості посадкового майданчика для малої авіації, офіційна назва — «Ковальово».
У 2009 році злітно-посадочні смуги аеродрому використовувалися лише як автостоянку для нових автомобілів місцевими автодилерами. Надалі територію планується використовувати як офісну і складську.
За даними газети «Московський Комсомолець», аеропорт відданий під автостоянку для зберігання автомобілів дистриб'ютора концерну «Пежо - Сітроен» (PSA Peugeot Citroen), які через кризу майже перестали купувати.
У квітні 2014 році будівельна група «ЛСР » оголосила про забудову території аеропорту Ржевка житловими будинками загальною площею 1 млн м². Будівництво повинно було початися в 2016 році.
У грудні 2014 року «ЛСР» відмовилося від планів забудови території на невизначений термін і аеропорт взяла в оренду компанія «Хелі-Драйв» (велика вертолітна авіакомпанія Санкт-Петербурга) для розвитку свого нового напряму — виконання польотів на літаках.
Аеропорт відновлений в 2015 році. Зареєстрований в СЗ МТУ Росавіації 29 січня 2015 року. Прильоти слід обов'язково погоджувати з адміністрацією з 10:00 до 18:00 по буднях. Приймає повітряні судна масою до 13,5 тонн.
Компанія «Хелі-Драйв» не продовжила договір оренди. Початок будівництва житлового кварталу було намічено на осінь 2016 року, в цьому ж році аеропорт вдруге припинив роботу. На даний момент на території колишнього аеродрому присутній лише діючий приватний вертолітний майданчик, куди зрідка сідають вертольоти. Решта території здається в оренду. Будівля аеровокзалу повністю занедбана.